# Hans Wyer

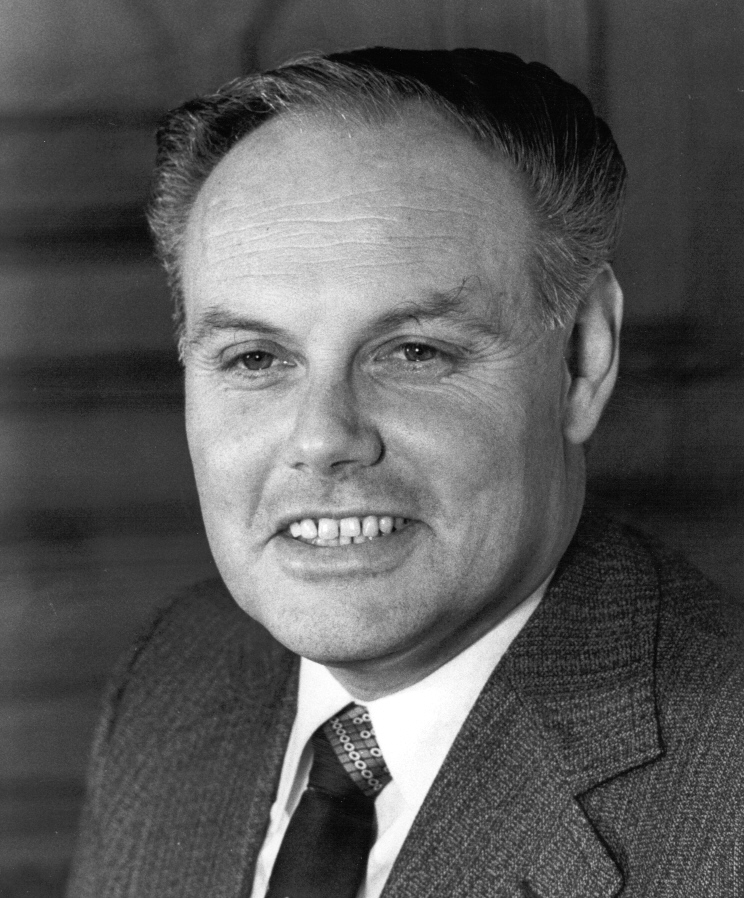
Hans Wyer (1986)

Hans Wyer (* 7. Januar 1927 in Visp; † 30. Januar 2012 ebenda; heimatberechtigt ebenda) war ein Schweizer Politiker (CVP).

## Biografie
Hans Wyer war bis 1976 Gemeindepräsident von Visp. Er gehörte von 1967 bis 1977 dem Nationalrat an, dem er in seinem letzten Amtsjahr (1976/77) als Präsident vorstand. Von 1973 bis 1984 war Wyer Präsident der CVP Schweiz. Von 1977 bis 1993 war er Staatsrat des Kantons Wallis; er leitete zunächst das Finanzdepartement, dann das Militär- und schliesslich das Energiedepartement.
Später publizierte Wyer mehrere Bücher zur Nutzung der Wasserkraft. Wyer verstarb 85-jährig an einem Hirnschlag.

## Politische Ämter
- Burgerrat von Visp (1957–1960)
- Präsident von Visp (1961–1976)
- Grossrat (1965–1973)
- Nationalrat (1967–1977)
- Staatsrat (1977–1993)